# 中国（太原）煤炭交易中心
中国（太原）煤炭交易中心是山西省的一家山西省人民政府直属、正厅级建制、自收自支的事业单位。其地理位置位于山西省太原市。
2006年11月，山西省人民政府向国务院申请筹建一个全国性的煤炭交易中心，2007年5月获国务院批准。2008年8月，山西省机构编制委员会决定中国（太原）煤炭交易中心为省政府直属、正厅级建制、自收自支的事业单位。同时，撤消原山西省煤炭工业局所属的山西省煤炭销售办公室，其职能和人员成建制划转交易中心；山西煤炭运销集团所属的太原煤炭交易市场的原有职能划入交易中心。